# 垂花树萝卜
垂花树萝卜（学名：Agapetes nutans）为杜鹃花科树萝卜属下的一个种。

## 扩展阅读
- 維基物種上的相關：垂花树萝卜